# توأم الروح (ألبوم)
توأم الروح هو البوم للفنانة السورية أصالة نصري، تم إصداره عام 1994.

## عن الألبوم
بعد نجاح أول ألبومين مصريين لأصالة وتداول اسمها في المنطقة العربية والخليجية تحديداً.عرض عليها عقد إنتاج لألبوم خليجي من إنتاج روتانا بعنوان توأم الروح، أشرف على تنفيذه وتوزيعه فنيآالموسيقار محمد علي سليمان، أغانيه الأربعة كانت من صياغته الشاعر بن عبود وألحان الملحن السعودي الكبير سامي إحسان، الذي كان له يد في اكتشاف العديد من المواهب الخليجية.
الألبوم مر مرور الكرام ولم يحقق أي صدى لا فني ولا جماهري يذكر، حيث أنه دائما ما يسقط من ذاكره فن أصاله وقت تعداد أرشيفها الخليجي.

## قائمة الأغاني
| #  | عنوان          | تأليف   | تلحين ، توزيع                | المدة |
| -- | -------------- | ------- | ---------------------------- | ----- |
| 1. | "تفكيرك بعيد"  | بن عبود | سامي إحسان ، محمد علي سليمان | 6:49  |
| 2. | "توأم الروح"   | بن عبود | سامي إحسان ، محمد علي سليمان | 7:54  |
| 3. | "النسيان نعيم" | بن عبود | سامي إحسان ، محمد علي سليمان | 5:51  |
| 4. | "أصالة فيه"    | بن عبود | سامي إحسان ، محمد علي سليمان | 5:10  |

## قائمة الأغاني المصورة
| اسم الأغنية | إخراج |
| ----------- | ----- |
| توأم الروح  |       |